# Rita d'Armènia
Rita d'Armènia, en armeni Ռիթա, en grec medieval Ρίτα, nascuda el 10/11 de gener de 1278 i morta el juliol de 1333, va ser emperadriu consort a l'Imperi Romà d'Orient. Era filla del rei Lleó III d'Armènia Menor i de la reina Keran d'Armènia. Va ser l'esposa del coemperador romà d'Orient Miquel IX Paleòleg, i va ser l'emperadriu-consort més jove de l'imperi. El 1317 es va convertir en l'única emperadriu consort després de la mort de l'emperadriu mare de l'emperador, Irene de Montferrat. A la cort de Constantinoble l'anomenaven Maria.
Una crònica atribuïda a Hethum II rei d'Armènia, recollida al recull anomenat Col·lecció d'Historiadors de les Croades diu en un passatge que parla del seu naixement, que Rita era la germana bessona de la princesa Teòfano d'Armènia. Jordi Paquimeres a la seva Historia Bizantina diu que l'emperador Andrònic II Paleòleg va iniciar les negociacions amb el rei Lleó III d'Armènia mentre buscava una possible esposa per al seu fill i per al coemperador Miquel IX Paleòleg. Lleó III li va oferir la mà de la seva filla Rita i el casament va tenir lloc el 16 de gener de 1294. Rita tenia setze anys i el seu marit disset.
Rita va prendre el nom de Maria a la cort. Amb el seu marit, van tenir quatre fills:
- Andrònic III Paleòleg (25 de març de 1297 - 15 de juny de 1341).
- Manuel Paleòleg, dèspota (mort el 1319).
- Anna Paleòloga, (morta el 1320), es va casar amb Tomàs I Àngel i després amb Nicolau I Orsini.
- Teodora Paleòloga, (mort després del 1330), casada amb Todor Svetoslav I Terter de Bulgària i després amb Miquel III de Bulgària.[1]